# 해리 에드워드
해리 프랜시스 빈센트 에드워드(Harry Francis Vincetn Edward, 1898년 4월 15일 ~ 1973년 7월 8일)는 영국의 육상 선수이다.
독일 베를린에서 태어나 자라오면서 제1차 세계 대전이 일어나는 동안에 영국으로 이주하였다.
1920년 안트베르펀 올림픽에 참가한 에드워드는 100m와 200m에서 2개의 동메달을 획득하였다. 200m 결승전에서 부상을 당하다가, 400m 릴레이에서 물러났다.
국내적으로 그는 100 야드와 220 야드(1920~21), 그리고 440 야드(1992)에서 AAA 선수권을 우승하였다.
후에 뉴욕으로 이주하여 유엔에서 공보에 관한 일을 하였다.